# 26003 Amundson
26003 Amundson este o planetă minoră (asteroid) din centura de asteroizi. A fost descoperită pe 18 martie 2001 la Stația Anderson Mesa de Lowell Observatory Near-Earth-Object Search. 
Obiectul prezintă o orbită caracterizată de o semiaxă mare de 2,9286974 UAi, o excentricitate de 0,06, o înclinație de 2,29488 ° în raport cu ecliptica.